# NGC 4831
NGC 4831 is een elliptisch sterrenstelsel in het sterrenbeeld Waterslang. Het hemelobject werd op 22 maart 1836 ontdekt door de Britse astronoom John Herschel.

## Synoniemen
- ESO 507-55
- MCG -4-31-10
- PGC 44340